# 扎克·費諾格利奧
扎克·費諾格利奧（英語：Zach Fenoglio；1989年7月29日—）是一位美國橄欖球運動員。他是美國國家橄欖球隊的一員，代表美國參加了2015年世界盃橄欖球賽。